# Людвигзау
Людвигзау (нем. Ludwigsau) — община в Германии, в земле Гессен.
Подчиняется административному округу Кассель. Входит в состав района Херсфельд-Ротенбург. Население составляет 5672 человека (на 31 декабря 2010 года). Занимает площадь 111,92 км².

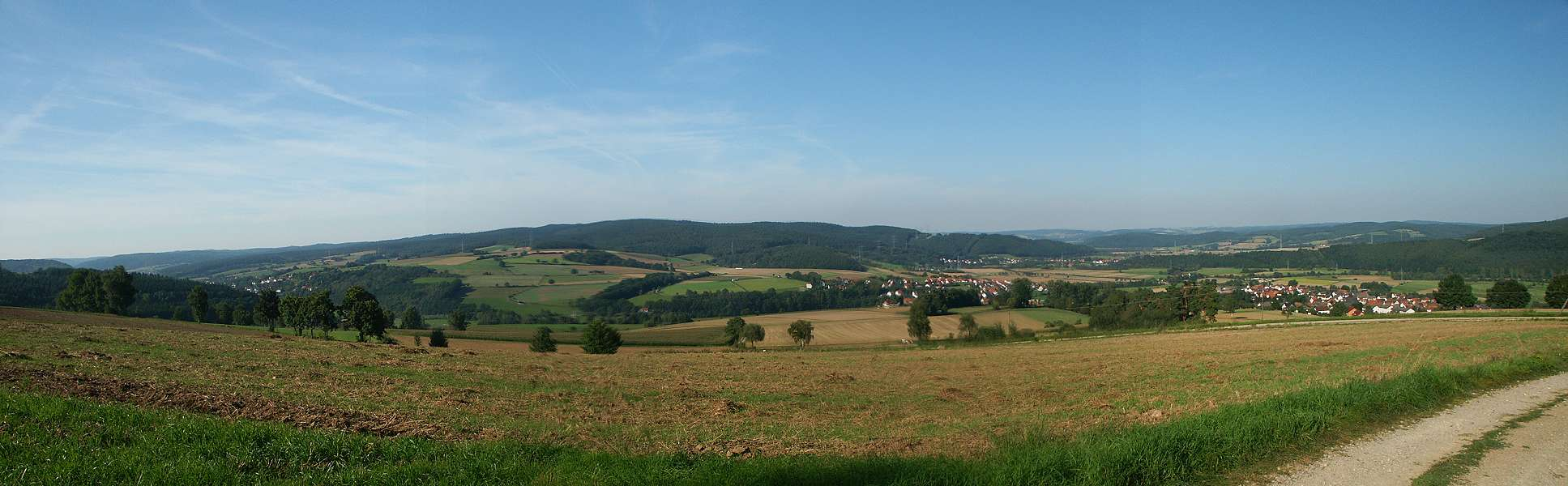
Обзорный вид
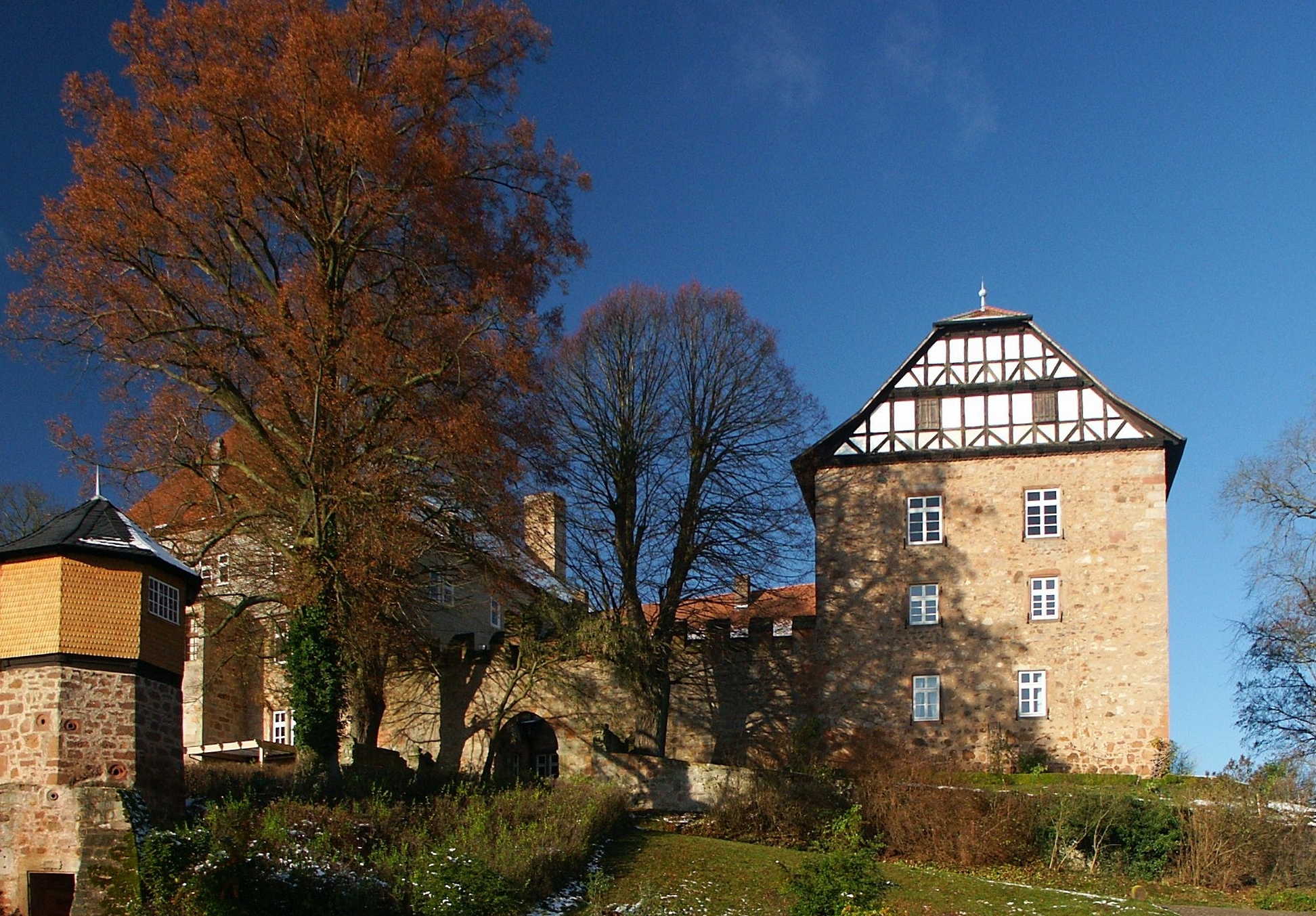
Замок